# Grunty Fen
Grunty Fen var en civil parish 1858–1933 när det uppgick i Wilburton i grevskapet Cambridgeshire i England. Civil parish var belägen 6 km från Ely och hade 95 invånare år 1931.